# KBS World Radio
KBS World Radio est une station de radio sud-coréenne dont les programmes sont diffusés à travers le monde. Elle a été créée en 1953.

## Histoire

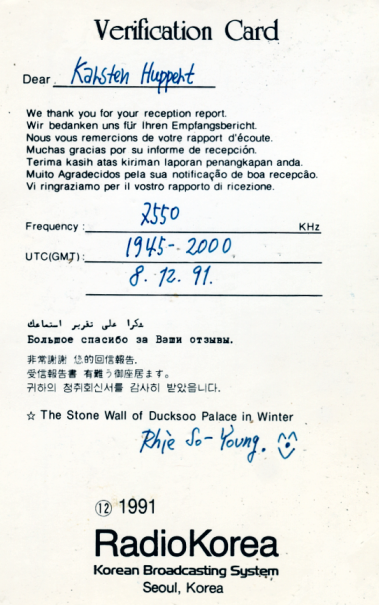
Carte QSL (1991)

La station commence à émettre le 15 août 1953, alors que la guerre de Corée opposant le Nord et le Sud de la péninsule coréenne vient de se terminer (signature de l’armistice le 27 juillet 1953). Elle prend le nom de Voix de la Corée libre et diffuse alors 15 minutes de programmes en anglais. La station prend ensuite de l’ampleur et ouvre plusieurs services en langues étrangères, notamment en japonais (1955), russe (1961) et chinois (1961). Les émissions en portugais et en italien s’arrêtent en 1994. En novembre 1997 un site Internet est ouvert permettant d’écouter les programmes proposés.
- Chronologie

- 15 août 1953 : Début des émissions sous le nom de The Voice of Free Korea, mais uniquement en anglais.
- 1er décembre 1955 : Début de la diffusion en japonais.
- 2 septembre 1957 : début de la diffusion en coréen.
- 10 avril 1958 : Début de la diffusion en français.
- 13 février 1961 : Début de la diffusion en russe.
- 10 août 1961 : Début de la diffusion en chinois.
- 19 août 1962 : Début de la diffusion en espagnol.
- 1er avril 1973 : changement de nom en Radio Corée.
- 1975 : La station émettrice de Kimjae est fondée.
- 2 juin 1975 : Début de la diffusion en arabe.
- 1980 : La station émettrice de Hwaseong est fondée.
- 1er mai 1981 : Début de la diffusion en allemand.
- 1er juin 1983 : commence à émettre en portugais.
- 1er juin 1985 : commence à diffuser en italien.
- 31 mars 1994 : Fin de la diffusion en portugais.
- 15 août 1994 : changement de nom en Radio Korea International.
- 31 octobre 1994 : Fin de la diffusion en italien.
- 3 novembre 1997 : KBS commence à le diffuser sur Internet.
- 3 mai 2002 : Diffusion simultanée avec NHK 1 Radio.
- Juin 2002 : La transmission de la Coupe du monde 2002 commence.
- 15 août 2003 : Pour le 50e anniversaire de la radio, elle commence à diffuser par satellite.
- 3 mars 2005 : changement de nom en KBS World Radio.
- 3 mars 2005 : Début de la diffusion en vietnamien.
- Janvier 2007 : Fermeture de la gare de Hwaseong.
- 1 juin 2013 : Evénement pour les 60 ans de radio
- 1er mai 2019 Fin de la diffusion vers Moscou sur 738 kHz (OM) pour le service russe
- 6 décembre 2019 Relocalisation du site du relais de transmission pour le service arabe, de Dhabayya aux Émirats arabes unis à Wooferton au Royaume-Uni[2]

## Objectifs
L’objectif de cette station est de présenter la vie coréenne au reste du monde et de donner des informations aux 5,7 millions de Coréens vivant à l’étranger.

## Programmes
Chaque service de KBS World Radio diffuse une heure de programmes par jour. En français, la diffusion commence par un bulletin d'information de dix minutes, suivi d'émissions diverses consacrées à la musique, la culture, ou encore l'histoire du pays. Il y a également un magazine de société intitulé Séoul au jour le jour.

## Diffusion
La radio diffuse par ondes courtes, ondes moyennes, satellite et Internet. Elle dispose d'un seul émetteur sur le sol coréen :
- Émetteur de Kimjae : construit en 1975, il est situé à 270 kilomètres au sud de Séoul, il comprend sept émetteurs, dont trois de 250kW et quatre de 100kW.

KBS World a conclu des accords d’échanges de diffusion avec d’autres radios diffusées mondialement et peut donc diffuser par des émetteurs installés en dehors de l’Asie :
- Sackville : installé au Canada, KBS World s'est servie pour diffuser ses émissions depuis 1990.
- Skelton : depuis 1995 ce relais a diffusé KBS World à la suite d'un accord avec la BBC.
- Woofferton : ce site est loué par KBS World à la BBC.
- Issoudun : ce site est loué par KBS World à la TDF.
- Dhabbaya : cet émetteur situé aux Émirats arabes unis relaie le programme en arabe.
- Marnach : l'émetteur ondes moyennes au Luxembourg a diffusé le programme en anglais.
- Moscou : KBS World a utilisé cet émetteur ondes moyennes pour le programme en russe.

Depuis le 15 août 2003 la station est audible à travers le réseau WRN en anglais, français, allemand et russe. Fin de la diffusion entre le 2013 et par satellite le 2019.

## Langues diffusées

### Diffusion actuelle
| Langue     | Couverture géographique                                          |
| ---------- | ---------------------------------------------------------------- |
| Allemand   | Europe                                                           |
| Anglais 1  | Europe, Amérique du Nord, Amérique du Sud, Moyen-Orient, Afrique |
| Anglais 2  | Europe                                                           |
| Arabe      | Moyen-Orient, Afrique                                            |
| Chinois    | Chine, Asie du Sud-Est                                           |
| Coréen 1   | Europe, Asie du Sud-Est, Moyen-Orient et Afrique                 |
| Coréen 2   | Europe, Amérique du Nord, Amérique du Sud                        |
| Espagnol   | Europe, Amérique du Sud                                          |
| Français   | Europe                                                           |
| Japonais   | Japon, Amérique du Sud                                           |
| Russe      | Europe                                                           |
| Vietnamien | Asie du Sud-Est                                                  |